# Richard Ratsimandrava
Richard Ratsimandrava, född 21 mars 1931 i Antananarivo, död (mördad) 11 februari 1975, var Madagaskars statschef.
Sex dagar efter att han tillträtt på posten mördades han omkring klockan åtta på kvällen, då han körde från presidentpalatset mot sitt hem.